# Dokkumer Vlaggen Centrale
Dokkumer Vlaggen Centrale (afkorting: DVC) te Dokkum in Friesland is een familiebedrijf voor de productie en verkoop van vlaggen en doeken. Het is opgericht in 1936 en telde in 2022 rond de 80 werknemers.

## De geschiedenis
Het bedrijf is een voortzetting van een in 1833 opgestarte textielhandel door Hermanus Demes. Hij was de zoon van Joannes Demes, die in 1798 vanuit het Duitse Westfalen als weversknecht met zijn gezin naar Dokkum kwam.
In 1936 besloot de toenmalige eigenaar van de textielhandel, Johan Demes, om zwaaivlaggetjes te maken voor de verloving van Prinses Juliana en Prins Bernhard. De vlaggetjes bleken zo goed te verkopen, dat Demes besloot zich voortaan toe te leggen op de handel in vlaggen en vlaggetjes. De Dokkumer Vlaggen Centrale werd in december 1936 opgericht als afdeling van de Dokkumer Manufacturenhandel H. Demes. 
De tweede wereldoorlog maakte echter abrupt een einde aan de handel, maar na de bevrijding trok de handel in vlaggen weer enorm aan. Tot 1955 bleef Johan Demes detaillist in zijn Dokkumer Manufacturenhandel. Zijn motto was ‘Deo Volente Celcius’ (met Gods wil immer hoger) en werd de naam van zijn nieuwe bedrijf.
Na de oorlog kon DVC uitgroeien tot een bedrijf van formaat. Vooral nationale en internationale vlaggen werden er geconfectioneerd. In de jaren ’50 kwam hier ook de verkoop van spandoeken en reclamevlaggen bij. Ook was het rond die tijd voor de zesde generatie Demes om het over te nemen: Joop en Gerhard richtten zich volledig op de vlaggenproductie.
Eerder werden er vanuit de Kloostersingel in Dokkum lange tijd vlaggen verkocht. Eerst alleen genaaide vlaggen: bedrukte vlaggen werden uitbesteed. In 1961 opende een eigen textieldrukkerij, in de Keppelstraat in Dokkum. Hier stond een druktafel van 12 meter waar de eerste eigen vlaggen op werden gedrukt.
In 1967 verhuisde de drukkerij naar het toen nieuwe industrieterrein Betterwird in Dokkum. In 1981 voegden het magazijn en de verkoopafdeling zich daarbij.
De familie Demes bleef aan de leiding van het bedrijf tot de dood van Gerhard Demes in 1990. Het bedrijf bleef echter wel in eigendom van de familie Demes. In 1993 ging het door een stagnerende markt niet zo goed met de vlaggencentrale, en moest er flink in het personeelsbestand van 130 banen worden gesnoeid. Sinds die tijd is de markt weer gegroeid en bedient het bedrijf vandaag de dag zowel zakelijke klanten als particuliere klanten. 
De Dokkumer Vlaggencentrale werd in 2004 uitgeroepen tot Friese onderneming van het jaar.